# P.D. Uspenskij
Pjotr Demjanovitj Uspenskij eller Peter D. Ouspensky (russisk: Пётр Демья́нович Успе́нский; født 5. marts 1878, død 2. oktober 1947) var en russisk filosof, der blev kendt for sit arbejde med udviklingen af bevidstheden.
Uspenskij blev født i Rusland, men emigrerede til Vesten efter den russiske revolution. Uspenskij er ikke mindst kendt for sit samarbejde med den armenske filosof G.I. Gurdsjijev. Uspenskij var især optaget af, hvordan det var muligt at udvikle selvet og den menneskelige bevidsthed gennem forskelligartede praksisser. Han grundlagde sammen med Gurdijeff sin egen filosofiske og spirituelle retning, der i dag er kendt som 'den fjerde vej'.

## Nøgleaspekter i Uspenskijs filosofi
Ouspenskys filosofi er i høj grad baseret på Gurdjieffs lære, og hans skrifter udforsker og formidler Gurdjieffs ideer og koncepter. Her er nogle nøgleaspekter af Ouspenskys filosofi:
1. Fjerde vej: Ouspensky og Gurdjieff udviklede ideen om den "Fjerde Vej" som en alternativ vej til åndelig vækst. Den Fjerde Vej forsøger at integrere arbejde på kroppen, følelserne og sindet i dagliglivets rammer. Den adskiller sig fra de mere traditionelle veje til åndelig udvikling, såsom fakirens, munkenes og yogiens veje[1].
2. Selvobservation: Ouspensky betonede vigtigheden af selvobservation som et centralt aspekt af den Fjerde Vej. Selvobservation indebærer at observere ens egne tanker, følelser og reaktioner uden dom eller identifikation. Dette bidrager til øget selvbevidsthed og forståelse af ens indre mekanismer[2].
3. Mekaniskhed og automatiske reaktioner: Ouspensky og Gurdjieff argumenterede for, at mennesker ofte handler mekanisk og uden bevidsthed. De mente, at de fleste mennesker er fanget i automatiske tankemønstre og reaktioner, og at disse forhindrer personlig vækst og forståelse.
4. Idéen om "Tidskringler": Ouspensky introducerede begrebet "tidskringler," som beskriver gentagne mønstre og vaner, der styrer menneskelig adfærd. Disse tidskringler forhindrer personlig udvikling og åndelig vækst, og det er nødvendigt at bryde ud af dem for at opnå ægte forandring.
5. Kritik af eksisterende tankemønstre: Ouspensky og Gurdjieff var kritiske over for etablerede tankemønstre og dogmer[3]. De opfordrede til at udfordre konventionelle opfattelser og søge efter dybere forståelse af virkeligheden.
6. Tertium Organum: Ouspensky er kendt for sit værk "Tertium Organum," hvor han udforsker ideer om bevidsthed, tid og rum ud over de konventionelle opfattelser[3]. Han udforsker også filosofiske spørgsmål om menneskets natur og eksistens.